# 坂部紀子
坂部 紀子（さかべ のりこ）は、日本の元子役。

## 出演作品

### テレビ
- ウルトラQ 第25話「悪魔ッ子」（1966年） - リリー（悪魔ッ子）役

### 映画
- 二人の息子（1961年） - 赤木由美 役
- 女の座（1962年） - 石川タエ子 役
- 乱れる（1964年） - 森田ノボル 役
- 男嫌い（1964年）
- 天才詐欺師物語 狸の花道（1964年） - 仙田玉江 役